# Gary Neiwand
Gary Neiwand (Melbourne, 4 de setembre de 1966) va ser un ciclista australià, que s'especialitzà en la pista, concretament la velocitat i keirin.
Del seu palmarès en pista destaquen les quatre medalles als Jocs Olímpics i tres Campionats del Món de Ciclisme en pista.

## Palmarès
- 1986
  - Medalla d'or als Jocs de la Commonwealth en Velocitat
- 1988
  -  Medalla de bronze als Jocs Olímpics de Seül en Velocitat individual
- 1990
  - Medalla d'or als Jocs de la Commonwealth en Velocitat
- 1992
  -  Medalla de plata als Jocs Olímpics de Barcelona en Velocitat individual
- 1993
  -  Campió del món de velocitat individual
  -  Campió del món de keirin
- 1994
  - Medalla d'or als Jocs de la Commonwealth en Velocitat
- 1996
  -  Campió del món de velocitat per equips (amb Shane Kelly i Darryn Hill)
- 2000
  -  Medalla de plata als Jocs Olímpics de Sydney en Keirin
  -  Medalla de bronze als Jocs Olímpics de Sydney en Velocitat per equips (amb Sean Eadie i Darryn Hill)

### Resultats a laCopa del Món
- 1995
  - 1r a Adelaida, en Keirin